# Штедљивост
Штедљивост (такође разборитост) је систем радњи које доводе до умерене потрошње свих врста ресурса.

## Општа стратегија
Најосновније стратегије штедљивости обично укључују рециклажу отпада, одустајање од скупих навика, потискивање импулса за тренутним задовољењем секундарних потреба кроз самоограничавање, проналажење ефикасних средстава за коришћење новца, игнорисање друштвених норми усмерених на расипништво, откривање и избегавање манипулативног оглашавања, окретање ка јефтиније алтернативе, трампа, проучавање услова на локалном тржишту роба и услуга. Штедљивост може позитивно утицати на здравље особе подстичући је да избегава скупу и нездраву храну ако се конзумира у прекомерној количини. Штедљивост углавном практикују они који желе да смање трошкове, имају више новца и извуку максимум.

## У антици
У литератури Древне Индије, која датира с краја 2. - почетка 1. миленијума пре нове ере. на штедњу се није гледало као на циљ, већ као на средство за жртвовање. Људи су део жетве жртвовали боговима, а други део садили. Конфучије (око 551-479. п. н. е.) је у збирци „Разговори и изреке“ рекао да је племенит човек скроман, уздржан и праведан, да зна шта је дужност, док низак зна само корист. Истовремено, Конфучије није осуђивао оне који теже богатству, али је сматрао да то не треба да противречи моралним принципима.
Сујенци је веровао да се особа рађа са жељом за профитом, а ако се тој жељи препусти, онда ће особа имати жељу да се такмичи и пљачка, а жеља за попуштањем ће нестати. Није осудиђивао сиромашне људе који су имали жељу да акумулирају новац, ако је особа истовремено деловала у складу са законом. Ако се у исто време обогати, мислилац је то назвао знаком врлине. Сујенци је сматрао да сваки друштвени слој треба да троши тачно онолико колико треба према свом рангу, а онда ће постојати вишак који треба акумулирати и сачувати.
Демокрит се залагао за заштиту приватне својине, али је истовремено осуђивао превише тога. Противио се неограниченом гомилању новца и веровао је да ако људи достојанствено подносе сиромаштво, то је знак здравог разума. Демокрит је сматрао да богати људи треба да буду умерени у својим жељама, док сиромашни не треба да завиде богатима и да се задовољавају малим. Сократ је веровао да је богатство релативно и да човек треба да буде у стању да користи богатство и да без њега.
Аристотел није сматрао штедљивост врлином, сматрајући спартанску штедљивост екстремном; више га је привлачила великодушност која заузима средње место између порока шкртости и екстраваганције. Аристотел је хрематизам назвао активностима које се фокусирају на акумулацију богатства и профита. Аристотел је први посматрао штедњу као вишак новца који остаје након плаћања трошкова потрошње.
Римљани су списку својих врлина додали штедљивост (лат. фругалитас), карактеришући је као економичност и спољашњу једноставност, без шкртости.
Ксенофонт Атински (око 430-355. п. н. е.) у својој расправи „Домострој“ заговарао је штедљивост и саветовао како водити домаћинство. Он је нагласио да новац сам по себи ништа не значи ако човек не уме њиме да управља. Он је рекао да ако човек не уме да управља новцем, онда је боље да га одложи, а ко зна да штеди са малим примањима може да уштеди још више, уз мало труда, ако има више новца. Ксенофонт Атински је уверавао да добар власник не само да треба добро да управља фармом, већ и да део средстава усмери у развој. У свом есеју „Лакедемонска држава“ одобрио је забране које се односе на богаћење. Подржао је увођење великог новчића који се не може унети у кућу без знања чланова породице. Ксенофонт је писао да се у Спарти, ако се нађу злато и сребро у нечијем поседу, људи кажњавају. И приметио је да не треба тежити богаћењу. У другом делу, Образовање Кира, осудио је оне који су имали више богатства него што им је потребно, који су крили вишак уместо да помажу другима. Он је приметио да нико нема новца колико би желео, али ако га неко има у довољној количини, онда онај ко га крије не добија ништа мање задовољство од тога него да га користи.
Платон (427-347. п. н. е.) имао је негативан став према гомилању новца. Сматрао је да у држави не сме бити злата и сребра.

## У савремено доба
Штедљивост је самоуверено ушла на листу буржоаских врлина у мало измењеном значењу, као правилно планирање трошења новца. Џон Лок је, на пример, рекао да џентлмен треба да учи књиговодство.
Адам Смит, подражавајући Аристотела, прогласио је штедљивост средином између шкртости расипништво и расипништво, проглашавајући прво недостатком, а друго вишком интересовања за ствари („предмети сопствене пажње“).
Сатрична слика „Умереност ужива у штедљивој вечери“ Џејмса Гилреја. Краљ Велике Британије Џорџ III једе обично јаје користећи столњак као салвету.
Адам Смит је штедљивост назвао најважнијим особинама „економског човека“ и сматрао је да су оне директни фактори раста капитала. Он је расипништво назвао супротношћу штедљивости и напорног рада и рекао да расипништво није својствено „економском човеку“, већ лоше утиче на друштво. Изјавио је да је штедљив човек јавни добротвор. Филозоф је рекао да код већине људи током живота доминира жеља за штедљивошћу, али сама штедљивост не треба да се заснива на жељи да се уштеди нека ситница, већ на жељи да се заради мало више.
Штедљивост је један од стубова пуританског морала.
Ново значење штедљивости – које није противречило тежњи за материјалним добрима, већ га је усмеравало у циљу дугорочне максимизације задовољства – нашло је израз у афоризмима Бенџамина Френклина, „уштеђени пени је зарађен пени“ и „не бацити“. то далеко – нећете пожалити” (енглески: не троши, не желим).
У Немачкој, под Фридрихом Вилхелм I, штедљивост је уврштена у списак пруских врлина. Сам краљ је практиковао ову врлину тако активно да је израз „зарад пруског краља“, о. поур ле Рои де Пруссе, односно „бесплатно“.
Томас Ман је веровао да особа треба да уравнотежи своје трошкове са својим приходима, онда може свакодневно да штеди за своје потомство. Меркантилисти су веровали да је штедљивост кључ богатства.
Филозоф Томас Хобс назвао је штедљивост једном од компоненти које помажу човеку на путу до богатства. Дакле, владари морају да воде рачуна о штедљивости, раду, приходима од земље и воде, како би се грађани обогатили. Енглески филозоф Дејвид Хјум сматрао је да су напоран рад и умерена штедљивост кључ успеха човека у животу. Сматрао је да ако нема разумне штедљивости, то може довести до колапса и губитка наде у успех.